# Microscina rostrata
Microscina rostrata is een vlokreeftensoort, de enige soort uit het geslacht Microscina in de familie van de Microscinidae. De wetenschappelijke naam van de soort is voor het eerst geldig gepubliceerd in 2012 door Wolfgang Zeidler